# Sundarpur (Mahottari)
Sundarpur – gaun wikas samiti w środkowej części Nepalu w strefie Dźanakpur w dystrykcie Mahottari. Według nepalskiego spisu powszechnego z 2001 roku liczył on 2040 gospodarstw domowych i 11645 mieszkańców (5593 kobiet i 6052 mężczyzn).